# Bukovska vas
Bukovska vas este o localitate din comuna Dravograd, Slovenia, cu o populație de 341 de locuitori.